# Селуянов, Александр Викторович
Александр Викторович Селуянов (род. 24 марта 1982, Уфа, СССР) — российский хоккеист, защитник. Воспитанник уфимского хоккея. Брат Вячеслава Селуянова.

## Карьера
Александр Селуянов начал свою профессиональную карьеру в 1998 году в составе уфимского клуба Первой лиги «Новойл». В следующем году Александр дебютировал в Суперлиге в составе «Салавата Юлаева», проведя на площадке 17 матчей, и набрав 5 (1+4) очков. В 2000 году на драфте НХЛ он был выбран в 4 раунде под общим 128 номером клубом «Детройт Ред Уингз».
Перед началом сезона 2001/02 Селуянов подписал контракт с тольяттинской «Ладой», однако, проведя в её составе 6 матчей, он покинул команду и перешёл в самарский клуб высшей лиги ЦСК ВВС. В составе самарцев Александр провёл 36 матчей и набрал 14 (5+9) очков, после чего руководство «Лады» приняло решение вернуть его в состав. В тольяттинском клубе Селуянов выступал на протяжении двух с половиной сезонов, дважды за это время став бронзовым призёром Суперлиги, и добавив к этому серебряные медали в 2005 году.
Перед началом сезона 2005/06 Александр заключил соглашение с магнитогорским «Металлургом», в составе которого достиг основных успехов в своей карьере, в 2007 году став чемпионом страны, добавив к этому три бронзовых награды российских первенств, а также показав отличные результаты на европейской арене. Всего в составе «магнитки» Селуянов выступал на протяжении пяти сезонов, набрав за это время 87 (21+66) очков в 299 проведённых матчах.
22 сентября 2010 года из-за конфликта с главным тренером «Металлурга» Кари Хейккиля Александру пришлось покинуть клуб, после чего он был обменян в московское «Динамо» на право выбора в третьем раунде драфта-2011. Тем не менее, в составе москвичей карьера у Селуянова не задалась — в 26 матчах он набрал 2 (0+2) очка, после чего 3 мая 2011 года руководство «Динамо» приняло решение не продлевать с ним контракт. Пять дней спустя Александр стал игроком нижегородского «Торпедо», в составе которого он провёл 8 матчей, после чего был выставлен на драфт отказов.
31 октября Селуянов подписал контракт с ханты-мансийской «Югрой».

### Международная
В составе юниорской сборной России Александр Селуянов принимал участие в юниорском чемпионате мира 2001 года, на котором он вместе с командой стал серебряным призёром, набрав 1 (0+1) очко в 6 проведённых матчах. Также Александр выступал на молодёжном мировом первенстве 2001 года, где сборная страны выступила неудачно, заняв лишь 7 место, а сам Селуянов набрал 2 (0+2) очка в 7 матчах.

### Достижения
- Серебряный призёр юниорского чемпионата мира 2000.
- Бронзовый призёр чемпионата России (4): 2003, 2004, 2006, 2008.
- Серебряный призёр чемпионата России 2005.
- Обладатель Кубка Шпенглера 2005.
- Чемпион России 2007.
- Обладатель Кубка европейских чемпионов 2008.
- Бронзовый призёр КХЛ 2009.
- Финалист Лиги чемпионов 2009.

## Статистика
| Легенда | Легенда                    | Легенда | Легенда                   | Легенда | Легенда    |
| ------- | -------------------------- | ------- | ------------------------- | ------- | ---------- |
| И       | Количество проведённых игр | Штр     | Штрафное время            | +/−     | Плюс-минус |
| Г       | Голы                       | П       | Голевые передачи          | О       | Очки       |
| -       | Статистика неизвестна      | —       | Статистика не учитывалась |         |            |